# Périphérique nul
Pour les articles homonymes, voir Périphérique.
Dans certains systèmes d'exploitation, le périphérique nul (en anglais, null device) est un périphérique qui supprime toutes les données qui y sont écrites, mais indique que l'opération d'écriture a réussi. Ce pseudo-périphérique sert à rediriger un contenu dont on n'a pas besoin, et qui ne doit pas être sauvegardé ni affiché à l'écran. Toute information envoyée vers ce périphérique est automatiquement détruite.
Ce périphérique est
- /dev/null sur Unix et sur les systèmes semblables à Unix ;
- NUL: ou NUL sur DOS et CP/M ;
- nul sur Windows (nom interne : \Device\Null sur Windows NT) ;
- NIL: sur Amiga ;
- NL: sur OpenVMS ;
- $null sur Windows Powershell.

Sur les systèmes d'exploitation IBM DOS/360, OS/360 (MFT, MVT), OS/390 et z/OS, des périphériques nuls sont créés au besoin par des commandes JCL avec les paramètres DD DUMMY.
Le périphérique nul ne fournit aucune donnée à un processus qui le lit, produisant immédiatement un end-of-file (EOF).
Dans le jargon informatique, en particulier le jargon Unix, le périphérique nul est aussi appelé bit bucket (en) (traduction littérale, seau de bits) ou trou noir.

## Histoire
Selon la page de man null de la Berkeley Software Distribution de Unix, le périphérique nul est apparu dans Unix version 7. AT&T a publié la version 7 de Unix en 1979.

## Utilisation
Le périphérique nul est généralement utilisé pour éliminer un flux de sortie indésirable d'un processus ou comme fichier vide pour un flux d'entrée. Cela se fait généralement par redirection.
Le périphérique /dev/null est un fichier spécial, et non un dossier. On ne peut donc pas y déplacer un fichier ou un dossier avec la commande Unix mv. La commande rm est le moyen approprié pour supprimer des fichiers sous Unix.

### Exemple d'utilisation
Voici un exemple qu'un utilisateur de Unix peut utiliser. Cette ligne de commande affiche tous les dossiers et fichiers du système, mais génère des erreurs sur les dossiers ou fichiers sur lesquels il n'a pas les droits d'accès. Le script va alors rediriger les messages d'erreur vers le périphérique /dev/null inhibant ainsi l'affichage des messages.
```
  
find
 
/
 
2
>
 
/dev/null

```